# Дана Рів
Дана Чарльз Рів (англ. Dana Charles Reeve, до шлюбу Морозіні (англ. Morosini; 17 березня 1961, Тінек, Нью-Джерсі, США — 6 березня 2006, Нью-Йорк, США) — американська акторка, співачка, продюсерка, телеведуча і філантропка.

## Біографія
Народилася в Тінеці в родині кардіолога Чарльза Морозіні і Гелен Сімпсон-Морозіні, яка померла в 2005 році. Виросла в місті Грібург (штат Нью-Йорк), де закінчила школу 1979 року. Навчалася в Королівській академії драматичного мистецтва в Лондоні, Каліфорнійському інституті мистецтв. Почесний доктор наук Каліфорнійського університету (2004).
Одружилася з актором Крістофером Рівом у квітні 1992 року. 7 червня цього ж року народила єдину дитину, сина Вільяма Еліота Ріва.
У 1995 році чоловік під час кінних перегонів упав з коня, зламав шийні хребці і був паралізований. Помер 10 жовтня 2004, після 9 років в інвалідному візку.
9 вересня 2005 року Дана Рів повідомила, що хоч ніколи і не палила, у неї виявлений рак легенів. Акторка не приховувала хвороби, і коли жити залишилося недовго, всі сили кинула на громадську роботу, допомагаючи людям з інвалідністю. 
Померла 6 березня 2006 року за 11 днів до свого 45-річчя.

## Кар'єра
Виступала як продюсерка фільмів, ведуча ток-шоу для жінок на телебаченні, випустила кілька дитячих книг, спогади про Крістофера Ріва.

## Фільмографія
| Рік         |    | Українська назва                 | Оригінальна назва               | Роль                     |
| ----------- | -- | -------------------------------- | ------------------------------- | ------------------------ |
| 1983        | ф  | Loving                           | Loving                          | ім'я персонажки невідоме |
| 1990        | тф | Сталеві магнолії                 | Steel Magnolias                 | Еліз                     |
| 1995        | ф  | Поза підозрою                    | Above Suspicion                 | детективка               |
| 1996        | с  | Lifestories: Families in Crisis  | Lifestories: Families in Crisis | репортерка               |
| 1990 — 1997 | с  | Закон і порядок                  | Law & Order                     | Каміла / Сьюзан          |
| 1997        | с  | Feds                             | Feds                            | Мег Макклур              |
| 2000        | с  | Тюрма Оз                         | Oz                              | Венді Шульц              |
| 2001        | с  | Закон і порядок. Злочинний намір | Law & Order: Criminal Intent    | Мелані Грассо            |
| 2003        | с  | Freedom: A History of Us         | Freedom: A History of Us        | кілька персонажок        |
| 2004        | тф | Історія Брук Еллісон             | The Brooke Ellison Story        | професорка англійської   |
| 2006        | мф | Переможець                       | Everyone's Hero                 | Емілі Ірвін              |